# Kazimierz Żurowski
Kazimierz Żurowski (Zagórz, 12 augustus 1909 - Gniezno, 19 maart 1987) was een Pools archeoloog.
Żurowski was hoogleraar aan de Nicolaas Copernicus-universiteit in Toruń en was gespecialiseerd in de bronstijd en de vroege middeleeuwen. Hij is auteur van het bekende werk Gniezno, pierwsza stolica Polski (Gniezno, de eerste hoofdstad van Polen) en was directeur van het Stadsmuseum van Zabrze.

## Publicaties
- Wyniki badań archeologicznych we Włocławku w 1957 roku  (1961)
- Gniezno, pierwsza stolica Polski (1966)